# چرشیتسا
چرشیتسا (به بلغاری: Chereshitsa) یک منطقهٔ مسکونی در بلغارستان است که در شهرستان کاردژالی واقع شده‌است.